# Chansons de la guerre civile espagnole
 (mars 2022).
La mise en forme du texte ne suit pas les recommandations de Wikipédia : il faut le « wikifier ».
Les points d'amélioration suivants sont les cas les plus fréquents. Le détail des points à revoir est peut-être précisé sur la page de discussion.
- Les titres sont pré-formatés par le logiciel. Ils ne sont ni en capitales, ni en gras.
- Le texte ne doit pas être écrit en capitales (les noms de famille non plus), ni en gras, ni en italique, ni en « petit »…
- Le gras n'est utilisé que pour surligner le titre de l'article dans l'introduction, une seule fois.
- L'italique est rarement utilisé : mots en langue étrangère, titres d'œuvres, noms de bateaux, etc.
- Les citations ne sont pas en italique mais en corps de texte normal. Elles sont entourées par des guillemets français : « et ».
- Les listes à puces sont à éviter, des paragraphes rédigés étant largement préférés. Les tableaux sont à réserver à la présentation de données structurées (résultats, etc.).
- Les appels de note de bas de page (petits chiffres en exposant, introduits par l'outil «  Source ») sont à placer entre la fin de phrase et le point final[comme ça].
- Les liens internes (vers d'autres articles de Wikipédia) sont à choisir avec parcimonie. Créez des liens vers des articles approfondissant le sujet. Les termes génériques sans rapport avec le sujet sont à éviter, ainsi que les répétitions de liens vers un même terme.
- Les liens externes sont à placer uniquement dans une section « Liens externes », à la fin de l'article. Ces liens sont à choisir avec parcimonie suivant les règles définies. Si un lien sert de source à l'article, son insertion dans le texte est à faire par les notes de bas de page.
- La présentation des références doit suivre les conventions bibliographiques. Il est recommandé d'utiliser les modèles {{Ouvrage}}, {{Chapitre}}, {{Article}}, {{Lien web}} et/ou {{Bibliographie}}. Le mode d'édition visuel peut mettre en forme automatiquement les références.
- Insérer une infobox (cadre d'informations à droite) n'est pas obligatoire pour parachever la mise en page.

Pour une aide détaillée, merci de consulter Aide:Wikification.
Si vous pensez que ces points ont été résolus, vous pouvez retirer ce bandeau et améliorer la mise en forme d'un autre article.
Les chansons de la guerre civile espagnole font pleinement partie de la propagande politique de l'époque. Si quelques-unes ont été écrites pour la guerre, des mélodies traditionnelles ont également été adaptées avec de nouvelles paroles, de nouveaux poèmes. Diffusées rapidement et efficacement par la transmission orale, l'origine et les auteurs d'une grande partie de ces chansons sont inconnus.
Pendant le conflit, elles ont été chantées par les sympathisants et combattants des deux camps, du côté "républicain", partisan du Frente Popular et de la Seconde République espagnole, et du côté "national" avec l'armée et les insurgés commandés par le général Francisco Franco et ses partisans (requeté, Phalange etc.) . Certaines d'entre elles sont encore interprétées et demeurent dans la mémoire collective des Espagnols, avec parfois une portée internationale.
Ces chansons servaient à maintenir le moral des troupes dans les tranchées et les barricades urbaines, à diffuser des messages idéologiques, insister sur les raisons de la lutte, renforcer le sacrifice. Les membres des Brigades internationales et de diverses tendances idéologiques (anarchistes, socialistes, communistes, libéraux pour les républicains ; fascistes, nationalistes, catholiques et carlistes pour les insurgés) les ont utilisées pour s'identifier mutuellement selon l'origine ou l'affinité politique (entre partis mais aussi entre factions au sein d'un même camp).

## Difficultés d'identification
Les versions ont subi plusieurs modifications pendant et après la guerre civile.
Dans le premier cas, il s'agit de difficultés idiomatiques (des milliers de miliciens étrangers ne connaissaient pas l'espagnol ou une autre langue que leur langue maternelle - polonais, anglais, français, etc.) et des changements en accord avec les différentes situations (par exemple: "si me quieres escribir / ya sabéis mi paradero / en el frente de batalla / primera línea de fuego", est aussi chanté "si me quieres escribir / ya sabéis mi paradero / Tercera Brigada Mixta / primera línea de fuego"). Dans une autre version : "ya sabes mi paradero / en el frente de Gandesa / primera línea de fuego".
Dans le second cas, en raison de diverses circonstances, dans le but d'échapper à la censure franquiste (dans le cas des chansons républicaines), de petites et successives variations s'opèrent lors de la transmission orale. Les versions sont également transposées à d'autres contextes socio-politiques (comme dans les années 1960 et 1970 en Amérique latine, notamment au Chili et en Argentine).
La plupart des chansons est elle-même issue de modifications ou d'appropriations d'anciennes œuvres, selon les orientations politiques et idéologiques des Espagnols et des courants révolutionnaires (telles que l'Himno de Riego, L'Internationale ou La Marseillaise). Des chansons postérieures à la guerre mais qui font référence à cette époque sont à leur tour confondues avec les chansons écrites durant la guerre, parmi lesquelles celles de Chicho Sánchez Ferlosio et reprises par Joaquín Sabina, Quilapayún ou Víctor Jara, comme "Círculos viciosos", "Gallo rojo, gallo negro", "Por allí viene Durruti" et "La hierba de los caminos". De même, le poème "Vientos del pueblo", écrit par Miguel Hernández en 1937 a été mis en musique a posteriori.

## Chansons du camp républicain

### Chansons républicaines

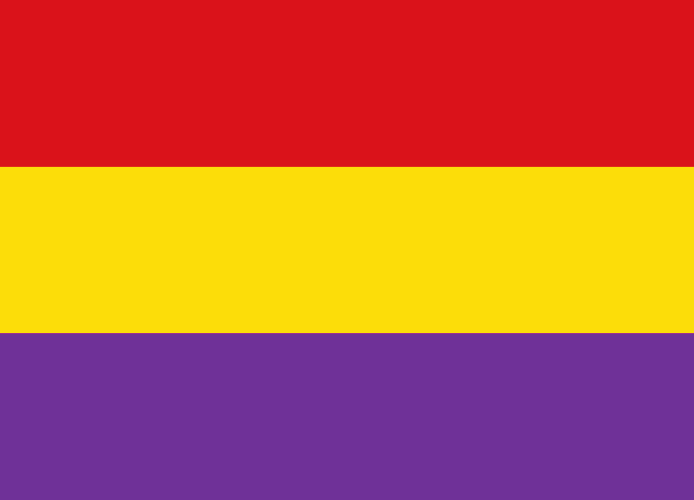
Drapeau de la Seconde République espagnole

- ¡Ay, Carmela! est une chanson populaire du XIXe siècle des guérilleros espagnols dans leur lutte contre les troupes de Napoléon. Plusieurs versions existent, mais les plus populaires sont celles consacrées au paso del Ebro et à la XV Brigade internationale. Il s'agit également du titre d'un film réalisé par Carlos Saura.
- El paso del Ebro est l'une des versions de ¡Ay, Carmela! chantée lors de la bataille de l'Èbre.
- ¡Viva la Quince Brigada! est l'une des versions de ¡Ay, Carmela!, Consacrée à la XV Brigade internationale, elle a été enregistrée par Pete Seeger. C'est également le titre d'une chanson composée en 1983, d'abord intitulée ¡Viva la quinta brigada! par l'artiste irlandais Christy Moore rendant hommage aux combattants irlandais des Brigades Internationales.
- Puente de los Franceses : la mélodie de cette chanson sur la défense de Madrid est inspirée de celle de la chanson Los cuatro muleros.
- El tren blindado, aussi connue sous le nom de El pino verde ou Anda, jaleo a été composée en 1936, à partir d'une chanson populaire copiée par Federico García Lorca, Los contrabandistas de Ronda. Cette version relate les actions d'un train blindé avec trois des généraux insurgés contre le gouvernement de la République : Francisco Franco, Emilio Mola et Gonzalo Queipo de Llano. Les trains blindés ont été des machines de guerre utilisées par les républicains. La chanson mentionne un train vers l'Andalousie[2].
- L'Himno de Riego, composé en 1820 avec des paroles de Evaristo San Miguel, est proclamé hymne officiel de la Seconde République espagnole. Sa version anticléricale est également connue : "Si los curas y frailes supieran / la paliza que van a llevar / subirían al coro cantando / libertad, libertad, libertad".
- La plaza de Tetuán tire son origine de la guerre hispano-marocaine de 1859-1860.
- Si me quieres escribir, aussi connue sous le titre de Ya sabes mi paradero ou El frente de Gandesa.
- Cabo de Palos : aussi connue comme Frente al Cabo de Palos ou ¿Qué será? traite de la victoire républicaine lors de la Bataille du Cabo de Palos, bataille navale la plus importante de la guerre civile. Dans la chanson, le personnage espagnol de la marine républicaine est opposé aux étrangers de la marine insurgée "Tanto alemán que tienen, tanto italiano, y a un español le basta con una mano". La mélodie est inspirée d'une chanson populaire enfantine, Arrión tira del cordón.
- En el pozo María Luisa
- Los campesinos
- En el barranco del Lobo
- Alas rojas : hymne de la FARE.

### Chansons anarchistes
- A las barricadas : hymne anarchiste, version de Valeriano Orobón Fernández inspirée de  La Varsovienne, chanson composée en prison par le poète polonais Waclaw Swiecicki. Très populaire parmi les adhérents de la CNT et de la FAI, elle est devenue leur hymne.
- En la plaza de mi pueblo : adaptation de la mélodie d'El Café de Chinitas.
- Hijos del pueblo
- Viva la FAI

### Chansons socialistes et communistes

Emblème du Cinquième Régiment

- L'Internationale : composée en France en 1871, musique de Pedro Degeyter et paroles du poète Eugène Pottier. Traduite en plusieurs langues, elle est l'hymne de l'Internationale socialiste.
- El Quinto Regimiento ou El Vito del Quinto Regimiento : adaptation du thème populaire El vito et de Los contrabandistas de Ronda, par Federico García Lorca.

Emblème des brigadiers.

- Compañias de acero

### Chansons des Brigades internationales
- Bandiera rossa (Drapeau rouge) est une chanson populaire utilisée comme hymne par les socialistes et les communistes italiens. Elle est la chanson de lutte de ce pays la plus connue à l'internationale avec Bella ciao. La version la plus diffusée est Avanti popolo, qui est celle du Parti Communiste Italien.

- Jarama Song (Canción del Jarama ou El valle de Jarama) est un hymne basé sur une mélodie du folklore anglo-canadien, Red River Valley, en souvenir de l'action du bataillon Lincoln de volontaires nord-américains dans la bataille du Jarama.
- Jamie Foyers a été composée par Ewan MacColl entre 1937 et 1939.
- Freiheit, connue également sous le nom de Spaniens Himmel ou Die Thälmann-Kolonne, est une chanson écrite en 1936 par Gudrun Kabisch et Paul Dessau.
- Hymne de la Brigade Garibaldi
- Hymne des Brigades Internationales

### Chansons nationalistes
- Els Segadors est une chanson historique populaire catalane, chantée à l'origine en mémoire du soulèvement paysan contre le roi Felipe IV. Elle a été déclarée hymne national de Catalogne, l'un de ses symboles nationaux avec les fêtes et le drapeau, en 1993.
- Eusko gudariak : durant la guerre et la dictature, cette chanson acquiert le statut d'hymne national du Pays basque, bien que le gouvernement basque de 1936 ait désigné une autre mélodie. Aujourd'hui, la gauche abertzale continue de la chanter comme hymne basque.

## Chansons du camp national

### Chansons phalangistes
- Cara al sol : hymne officiel de la Phalange espagnole des JONS, paroles d'Agustín de Foxa inspirées de l'hymne du fascisme italien "Giovinezza".
- Canción del Flecha : chanson du Frente de Juventudes
- Falangista soy (Canción del falangista) : de Fernando Moraleda Bellver, cette chanson est très connue jusqu'aux années qui suivent la guerre. C'est la chanson phalangiste la plus caractéristique de la période 1936-1939.
- Himno del bandera gallega de la Falange
- Isabel y Fernando : chanson du Frente de Juventudes
- La centuria Ruiz de Alda : chanson du Frente de Juventudes, version espagnole de la chanson des Jeunesses Hitlériennes, Unsere Fahne flattert uns voran.
- Marchando
- Himno del trabajo
- Camarada
- Prietas las filas

### Chansons militaires
- El novio de la muerte est l'hymne de la Légion.

### Chansons carlistes
- Marcha de Oriamendi est l'hymne de la tendance politique traditionaliste et antilibérale connue sous le nom de carlisme, qui a intégré le mouvement insurgé avant d'être persécuté par le franquisme.
- Alto! ¿Quién vive?
- Cálzame las alpargatas : c'est une chanson née lors de la troisième guerre carliste.
- Por el río Nervión
- Eta tira eta tunba

## Documents

### Disques
- Behind the Barbed Wire, Bart Vont der Schelling & the Exiles Chorus. League of American Writers, 1938.
- Six Songs for Democracy, Ernst Busch, Keynote Records, 1940.
- Songs of the Lincoln Battalion Baldwin 'Butch' Hawes, Bess Lomax Hawes, Pete Seeger, Tom Glazer. Asch. 1944
- Songs of the Spanish Civil War Volume 1, Folkways Records.1961 (Réédition des deux antérieurs)
- Chansons de la guerre civile espagnole, interprétées par Rolando Alarcón. 1967[3].
- 1936 Un village en Armes - Sans Dieu (Guerre à la guerre, 1997)
- Chansons de la Guerre Civile et Résistance Espagnole. Óscar Chávez. Suramusic. 1999
- Il VA - Spain in My Heart. Songs of the Spanish Civil War. Sceau: Appleseed Records. 2003. ASIN B0000C0FBP
- Cara al Sol. Chansons de la Guerre Civile Phalangistes, Nationalistes et Carlistes. Études Talkback. 2011.
- Chansons Phalangistes. Musique et Discours de la Phalange espagnole des J.O.N.S. José Antonio Primo de Rivera. Études Talkback. 2011
- Contre les fantômes. Chansons et hymnes de révolutions qui n'ont pas eu lieu. Le violoniste de l'amour et les enfants qui regardaient. Scatter Records/Nonsense+Négatif Records. 2013.
- Songs of the Spanish Civil War volumes. 1 & 2[4]. Divers artistes. Smithsonian Folkways Recordings 2014[5].

### Livres
- De la Ossa, Marco Antonio, La musique dans la guerre civile espagnole. Univ de Castille-La Manche, 2011  (ISBN 978-84-9044-071-1).
- Klein, Fernando, Chansons pour la mémoire : La Guerre Civile espagnole. Ed. Bellaterra. 2008  (ISBN 8472904067 et 978-84-7290-406-4). Anthologie des chansons les plus fameuses des deux partis[6].
- Palácio, Carlos, Collection de chansons de lutte, Compilation de chansons et hymnes des premiers mois de la guerre civile. Imprimerie Tipografía Moderne. Valence, 1939.

### Articles académiques
- Labajo, Joaquina, "La pratique d'une mémoire durable : le répertoire des chansons internationales de la Guerre Civile espagnole", RBOR Science, Pensée et Culture, vol. 187-751, septembre-octobre 2011  (ISSN 0210-1963, DOI 10.3989/arbor.2011.751n5003), p. 847-856.
- López Gómez, Lidia. Usages de propagande des chansons populaires de guerre dans le cinéma de la guerre civile espagnole. 17º Congrès Biennal de IASPM.

### Films en lien avec ces chansons
La filmographie sur la guerre civile espagnole et de l'époque est conséquente. Il est possible d'entendre certaines chansons dans de nombreux films, notamment dans Canciones para después de una guerra de Basilio Martín Patino, de 1971. Il s'agit d'un documentaire réalisé à partir d'images d'archives et de chansons populaires de l'après-guerre. Le film a été censuré et n'est pas sorti avant 1976, soit un an après la mort de Francisco Franco, au moment de la Transition démocratique,. Parmi les chansons sélectionnées, Cara al sol, Canción del legionario et Ya hemos pasao! dans laquelle Celia Gámez se moque de la devise No pasarán! des républicains de Madrid, qui devait être la "tombe du fascisme".